# Marcello Geppetti
Marcello Geppetti (Rieti, 14 agosto 1933 – Roma, 27 febbraio 1998) è stato un fotografo italiano.

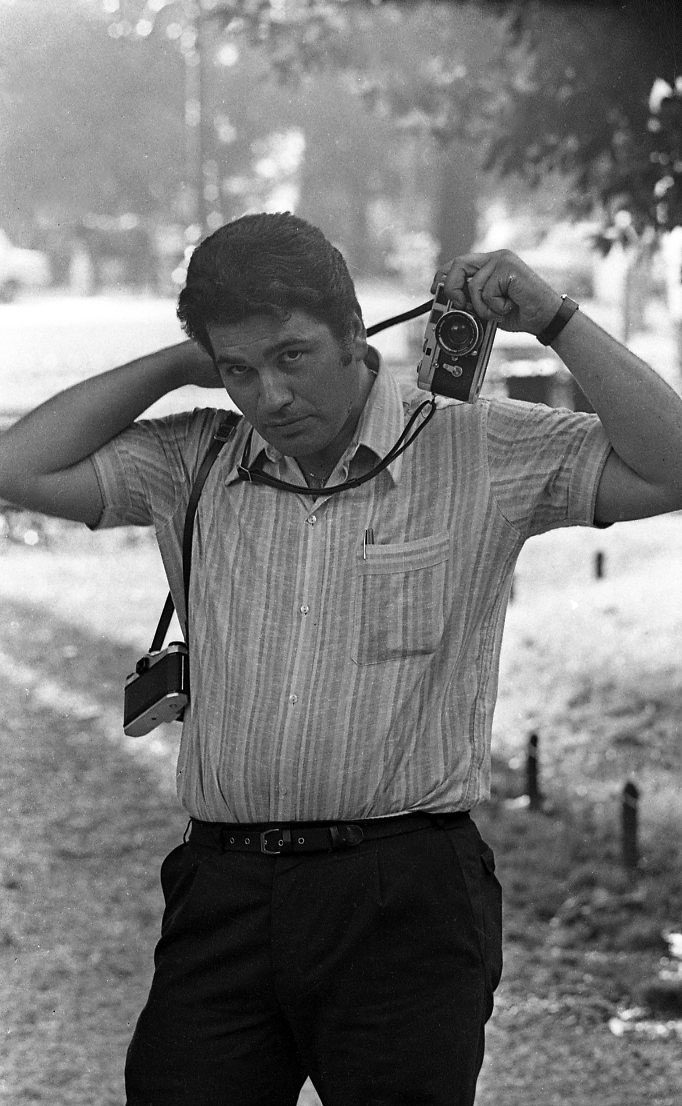
Marcello Geppetti, anni '70-'80. Foto di Andrea Nemiz © MGMC

È stato tra i principali fotografi italiani del Novecento.

## "Il fotografo più sottovalutato della storia"
È così AmericanHeritage.com / Photographer che lo definisce David Schonauer editore di American Photo nel 1997 durante una mostra alla Robert Miller Gallery di New York. Alcuni articoli sul New York Times e sul Newsweek lo paragonano a Henri Cartier-Bresson e Weegee.
Due dei suoi scatti (il bacio tra Liz Taylor e Richard Burton e Anita Ekberg che scaglia frecce contro i fotografi) sono state considerate da ARTH 923 tra le 30 immagini più famose della storia tra quelle di Andy Warhol e Cecil Beaton.
Nonostante ciò l'archivio di oltre un milione di fotografie di Marcello Geppetti è rimasto in gran parte inesplorato e valorizzato solo per una minima parte del potenziale artistico e culturale tanto da spingere gli eredi a cominciare, nel 2010, un percorso di archiviazione sistematica.

## Biografia
Marcello Geppetti fece i primi passi professionali con l'agenzia Giuliani e Rocca per poi passare successivamente alla Meldolesi-Canestrelli-Bozzer, una tra le più importanti agenzie degli anni ‘50-‘60. È a quel periodo che risalgono le foto angoscianti e disperate di alcune donne che si lanciano nel vuoto mentre l'Hotel Ambasciatori Archiviato il 31 gennaio 2019 in Internet Archive. (ora Ambasciatori Palace) è in fiamme in via Veneto, al centro di Roma. Furono foto di una tale forza da fare il giro del mondo.
Fece parte di quel gruppo di fotografi - di cui lui forse era quello più di assalto -- che ispirerà Federico Fellini a creare la figura del "paparazzo" nel film La dolce vita del 1960. Quando l'attività da dipendente gli diventa stretta Marcello Geppetti comincia a lavorare come free-lance, collaborando strettamente per dieci anni con il Momento Sera, uno tra i più importanti quotidiani dell'epoca. Negli anni della "dolce vita" ha scattato foto che hanno fatto epoca, tra cui il primo nudo di Brigitte Bardot e il bacio galeotto tra Liz Taylor e Richard Burton ma la sua attività fotografica prosegue incessante attraversando la contestazione studentesca e gli anni di piombo. Eppure Marcello Geppetti non perde il gusto della ricerca scattando fotografie di costume ed episodi della vita comune. Le sue fotografie sono stampate su Time Magazine, Life, Vogue, Donna Karan ed esposte in varie gallerie di Roma, Milano, Londra, Lisbona, Sao Paulo, San Pietroburgo, New York, San Francisco, St.Tropez, Mosca, Toronto, Haifa, Madrid e Metz, le sue immagini sono vendute nelle aste di Sotheby's. Nel 2010, per l'anniversario dei 50 anni de La dolce vita, 120 tra le sue immagini più suggestive sono state esposte al Museo del Cinema di Torino. Nel 2014 una mostra di 80 fotografie di Marcello Geppetti è stata esposta a Londra - Estorick collection of modern italian art "Unforgettable: dove l’ordinario coesiste con lo straordinario. the years of la dolce vita" - 30 April 2014 - 29 June 2014
L'ultimo scatto è del 27 febbraio 1998. Marcello Geppetti aveva scattato e archiviato più di un milione di foto.

## Foto celebri
- Anita Ekberg scaglia frecce contro i fotografi, Roma 1961
- Audrey Hepburn in panetteria, Roma, 1961
- Anna Magnani in Via Veneto, Roma, 1961
- Bacio Tra Liz Taylor e Richard Burton, Ischia, 1962
- Brigitte Bardot prende il sole nella sua villa sull'Appia, Roma, 1962
- John Lennon a Roma, 1965
- Raquel Welch e Marcello Mastroianni sul set di "Spara forte, più forte...", 1966

## Mostre
- "Marcello Geppetti - La Dolce Vita", Personale, Maison des Arts du Léman, Galerie de l'Etrave - 10 novembre 2023 / 23 gennaio 2024
- "Paparazzi!", Westlicht Gallery (Vienna) - 24 novembre 2023 /11 febbraio 2024 [8]
- "Completely Happy_III - Marcello Geppetti", Personale, Bubbly Factory (Basilea), 16 giugno/19 giugno 2022 [9]
- “Archivio Geppetti - Non desideriamo tutto ma desideriamo tutti”, Personale, That’s Hall (Roma), 28 febbraio 2020 [10]
- “Archivio Geppetti - Fra sogno e desiderio”, Personale, Contesta RockHair Testaccio (Roma), 26 febbraio 2020 [11]
- "58'-68'-78' - Il tempo di uno scatto", Casa del Cinema di Roma (Roma), 28 agosto/09 settembre 2018 [12]
- "La Dolce Vita di Marcello Geppetti", Personale, Piccolo Palazzo dei Marmi (San Pietroburgo), Luglio 2018
- "58'-68'-78' - Il tempo di uno scatto", dolceVita Gallery (Roma), 10 aprile/12 maggio 2018 [13]
- "Dolce Vita by Marcello Geppetti", Personale, Shchusev Museum of Architecture (Mosca),Novembre 2017 [14]
- "Dolce Vita by Marcello Geppetti", Personale, Monaco Yacht Show (Principato di Monaco), 2017
- "Arrivano i Paparazzi - Fotografi e divi dalla Dolce Vita a oggi", Collettiva, Camera - Centro italiano per la fotografia (Torino), 13 settembre 2017 / 7 gennaio 2018 [15]
- "AnonymX: the End of the Privacy Era", Museum of Art (Haifa), 18 febbraio/15 ottobre 2017 [16]
- "OFFSTAGE - Lo spettacolo del fuoriscena", Personale, Casa del Cinema di Roma (Roma), 05 marzo / 05 aprile 2015 [17]
- "The Years of La Dolce Vita", Personale, Estorick Collection (Londra), 30 aprile / 29 giugno 2014 [18]
- "Paparazzi! Photographes, stars et artistes", Collettiva, Centre Pompidou (Metz), 26 febbraio / 09 giugno 2014 [19]
- "Los años de la Dolce Vita", Personale, Sala Canal de Isabel II, Madrid - 8 Settembre 2012 / 6 gennaio 2013
- "Fellini: Spectacular Obsessions", Collettiva, TIFF Lightbox (Toronto), 30 giugno / 18 luglio 2011 [20]
- "Gli anni della Dolce Vita", Museo Nazionale del Cinema, Mole Antonelliana (Torino) - 19 Gennaio / 21 Marzo 2010 [21]
- "Dolce Vita - Marcello Geppetti", Personale, Hôtel de Galiffet (Aix-en-Provence), 02 luglio / 31 agosto 2011 [22]